# Lamprosema valvata
Lamprosema valvata là một loài bướm đêm trong họ Crambidae.